# 郭國
郭国，周朝小型诸侯国，前670年亡于齐国。

## 历史典故
《管子》记载：齐桓公来到郭国故地，问当地人郭国为何灭亡，当地人说：“郭国国君善待善人，厌恶恶人。”齐桓公甚觉怪异，又问道：“这么说来，郭君是贤君，怎么会亡国？”当地人答道：“郭君善待善人却不能用善人，厌恶恶人却不能赶走恶人，所以灭亡。”